# Elecciones legislativas de Colombia de 2010
Las elecciones legislativas de Colombia de 2010 se celebraron el domingo 14 de marzo de 2010 y sirvieron para la elección de senadores y representantes a la Cámara del Congreso de la República de Colombia.
El 3 de febrero de 2010, la Registraduría Nacional del Estado Civil anunció que 2.481 candidatos competirán por 267 curules en las elecciones a Congreso de la República con 16 listas para Senado con 948 integrantes y 282 listas para la Cámara de Representantes con 1.533 candidatos.
En la misma fecha se llevó a cabo en todo el país las consultas internas del Partido Verde y el Partido Conservador en busca de sus candidatos para las elecciones presidenciales de Colombia de 2010. Igualmente, se escogieron a cinco representantes colombianos al Parlamento Andino.
Por otra parte, en ocho departamentos de la región Caribe se llevó a cabo la denominada "Consulta Caribe", de carácter no vinculante, que busca establecer la conformación de esa región como una entidad territorial de derecho público, autónoma en sus intereses y decisiones políticas.

## Desarrollo

### Sistema electoral
Se ha denunciado que los tarjetones fueron difíciles de entender para muchos ciudadanos ya que solo aparecían dos secciones en las que se tenía que seleccionar el logotipo del partido y luego el número del candidato. A diferencia de elecciones pasadas en las que aparecía el logotipo del partido el número y una fotografía del candidato.
Debido al formato del tarjetón los votos nulos conformaron la tercera posición en número de votos en las elecciones legislativas.

### Retraso en conteo y entrega de resultados
Además de los malentendidos con el tarjetón, hubo lentitud en la entrega de resultados y desorganización en el conteo.

### Corrupción electoral
Según la Revista Semana, hubo denuncias de compra de votos, participación en política y aumentos desproporcionados en las votaciones son los indicios de que fuerzas ligadas a grupos delincuenciales mantuvieron una importante cuota de poder en el Congreso.

### Presunta violación de Ley Seca
Además de la tardanza en los boletines, sectores del gobierno acusaron cuestionaron la presencia de licor en el recinto de la Registraduria Nacional durante las elecciones cuando en el país se había decretado "Ley seca" o prohibición del consumo de bebidas alcohólicas.

### Orden público
En general las elecciones se desarrollaron en un ambiente de tranquilidad con hechos de violencia aislados. Se reportaron hostigamientos por la guerrilla de las FARC en el departamento de Cauca, en la población de Caldono.

## Resultados
Después de 127 días (más de cuatro meses), un día antes de la instalación del nuevo congreso, y en medio de fuertes cuestionamientos fueron publicados por parte del Consejo Nacional Electoral los resultados oficiales de las elecciones legislativas.
No se presentaron importantes variaciones con respecto al último boletín del Registraduría Nacional del Estado Civil de Colombia con el preconteo. Los cambios más notorios fueron en la cifra total de votos en algunos candidatos. Astrid Sánchez Montes de Occa no ingresó al congreso por una diferencia de 172 votos, Rodrigo Lara perdió la curul por una diferencia de 13 votos con su compañero de partido Carlos Fernando Motoa y siendo desplazado por José Francisco Herrera. De la misma manera a Arturo Yepes le faltaron 134 votos para obtener un curul en el congreso. El cupo que se obtuvo a última hora fue del senador Édgar Espíndola mientras que Lidio García y Luis Fernando Duque quedaron por fuera. El Movimiento MIRA consiguió una tercera curul para Carlos Alberto Baena.
Los candidatos afectados como la Procuraduría General de la Nación levantaron importantes críticas por el proceso el cual denunciaron estuvo lleno de cuestionamientos. El Consejo Nacional Electoral comentó que el proceso fue público y que los afectados tuvieron la posibilidad de solicitar las revisiones que consideraron necesarias.

## Senado

### Senadores electos
| Senador Electo                                             | Partido                           | Votos   |
| ---------------------------------------------------------- | --------------------------------- | ------- |
| Juan Francisco Lozano Ramírez                              | Partido Social de Unidad Nacional | 212.840 |
| Dilian Francisca Toro Torres                               | Partido Social de Unidad Nacional | 151.624 |
| José David Name Cardozo                                    | Partido Social de Unidad Nacional | 99.838  |
| Efraín Torrado García                                      | Partido Social de Unidad Nacional | 83.048  |
| Roy Leonardo Barreras Montealegre                          | Partido Social de Unidad Nacional | 81.339  |
| Armando Alberto Benedetti Villaneda                        | Partido Social de Unidad Nacional | 81.029  |
| Piedad del Socorro Zuccardi                                | Partido Social de Unidad Nacional | 75.450  |
| Bernardo Miguel Elías Vidal                                | Partido Social de Unidad Nacional | 74.247  |
| Germán Darío Hoyos Giraldo                                 | Partido Social de Unidad Nacional | 71.681  |
| Óscar Mauricio Lizcano Arango                              | Partido Social de Unidad Nacional | 66.693  |
| Juan Carlos Vélez Uribe                                    | Partido Social de Unidad Nacional | 62.757  |
| Musa Abraham Besaile Fayad                                 | Partido Social de Unidad Nacional | 62.059  |
| Maritza Martínez Aristizábal                               | Partido Social de Unidad Nacional | 61.226  |
| Jaime Alonso Zuluaga Aristizábal                           | Partido Social de Unidad Nacional | 60.777  |
| Carlos Enrique Soto Jaramillo                              | Partido Social de Unidad Nacional | 57.529  |
| Karime Mota y Morad                                        | Partido Social de Unidad Nacional | 47.669  |
| Manuel Guillermo Mora Jaramillo                            | Partido Social de Unidad Nacional | 47.641  |
| Manuel Mesías Enríquez Rosero                              | Partido Social de Unidad Nacional | 47.314  |
| Jorge Eduardo Gechem Turbay                                | Partido Social de Unidad Nacional | 46.459  |
| Milton Arlex Rodríguez Sarmiento                           | Partido Social de Unidad Nacional | 46.130  |
| Jorge Aurelio Iragorri Hormaza                             | Partido Social de Unidad Nacional | 45.803  |
| Carlos Roberto Ferro Solanilla                             | Partido Social de Unidad Nacional | 44.804  |
| Plinio Edilberto Olano Becerra                             | Partido Social de Unidad Nacional | 44.706  |
| Claudia Janneth Wilches Sarmiento                          | Partido Social de Unidad Nacional | 44.036  |
| Martín Emilio Morales Diz                                  | Partido Social de Unidad Nacional | 41.122  |
| Fuad Emilio Rapag Matar                                    | Partido Social de Unidad Nacional | 39.541  |
| Jorge Eliécer Ballesteros Bernier                          | Partido Social de Unidad Nacional | 39.498  |
| Eduardo Carlos Merlano Morales                             | Partido Social de Unidad Nacional | 37.195  |
| Olga Lucía Suárez Mira                                     | Partido Conservador Colombiano    | 122.742 |
| Liliana María Rendón Roldán                                | Partido Conservador Colombiano    | 109.128 |
| Myriam Alicia Paredes Aguirre                              | Partido Conservador Colombiano    | 104.204 |
| Roberto Víctor Gerlein Echeverría                          | Partido Conservador Colombiano    | 96.286  |
| Hernán Francisco Andrade Serrano                           | Partido Conservador Colombiano    | 89.158  |
| José Iván Clavijo Contreras                                | Partido Conservador Colombiano    | 81.858  |
| Efraín José Cepeda Sarabia                                 | Partido Conservador Colombiano    | 80.937  |
| Carlos Ramiro Chávarro Cuéllar                             | Partido Conservador Colombiano    | 79.003  |
| Luis Emilio Sierra Grajales                                | Partido Conservador Colombiano    | 69.139  |
| Nora María García Burgos                                   | Partido Conservador Colombiano    | 67.448  |
| Juan Manuel Corzo Román                                    | Partido Conservador Colombiano    | 63.251  |
| Fernando Eustacio Tamayo Tamayo                            | Partido Conservador Colombiano    | 60.996  |
| Carlos Eduardo Enríquez Maya                               | Partido Conservador Colombiano    | 59.884  |
| Juan Mario Laserna Jaramillo                               | Partido Conservador Colombiano    | 54.383  |
| Jorge Hernando Pedraza Gutiérrez                           | Partido Conservador Colombiano    | 53.520  |
| Germán Villegas Villegas                                   | Partido Conservador Colombiano    | 50.842  |
| José Darío Salazar Cruz                                    | Partido Conservador Colombiano    | 50.402  |
| Juan de Jesús Córdoba Suárez                               | Partido Conservador Colombiano    | 48.599  |
| Juan Samy Merheg Marún                                     | Partido Conservador Colombiano    | 46.941  |
| César Tulio Delgado Blandón                                | Partido Conservador Colombiano    | 46.280  |
| Gabriel Ignacio Zapata Correa                              | Partido Conservador Colombiano    | 44.932  |
| Carlos Emiro Barriga Peñaranda                             | Partido Conservador Colombiano    | 42.959  |
| Arleth Patricia Casado Fernández                           | Partido Liberal Colombiano        | 134.083 |
| Juan Manuel Galán Pachón                                   | Partido Liberal Colombiano        | 81.555  |
| Piedad Esneda Córdoba Ruíz                                 | Partido Liberal Colombiano        | 67.438  |
| Rodrigo Villalba Mosquera                                  | Partido Liberal Colombiano        | 66.004  |
| Eugenio Prieto Soto                                        | Partido Liberal Colombiano        | 64.426  |
| Honorio Galvis Aguilar                                     | Partido Liberal Colombiano        | 63.697  |
| Édgar Alfonso Gómez Román                                  | Partido Liberal Colombiano        | 60.366  |
| Jaime Enrique Durán Barrera                                | Partido Liberal Colombiano        | 53.468  |
| Álvaro Antonio Ashton Giraldo                              | Partido Liberal Colombiano        | 52.874  |
| Jesús Ignacio García Valencia                              | Partido Liberal Colombiano        | 52.286  |
| Camilo Armando Sánchez Ortega                              | Partido Liberal Colombiano        | 50.329  |
| Juan Fernando Cristo Bustos                                | Partido Liberal Colombiano        | 42.717  |
| Amparo Arbeláez Escalante                                  | Partido Liberal Colombiano        | 41.812  |
| Guillermo Antonio Santos Marín                             | Partido Liberal Colombiano        | 39.710  |
| Luis Fernando Velasco Cháves                               | Partido Liberal Colombiano        | 37.839  |
| Edinson Delgado Ruiz                                       | Partido Liberal Colombiano        | 36.160  |
| Guillermo García Realpe                                    | Partido Liberal Colombiano        | 36.043  |
| Juan Carlos Rizzetto Luces                                 | Partido de Integración Nacional   | 84.125  |
| Héctor Julio Alfonso López                                 | Partido de Integración Nacional   | 78.767  |
| Carlos Arturo Quintero Marín                               | Partido de Integración Nacional   | 60.816  |
| Hemel Hurtado Angulo                                       | Partido de Integración Nacional   | 59.054  |
| Manuel Julián Mazenet Corrales                             | Partido de Integración Nacional   | 59.048  |
| Antonio José Correa Jiménez                                | Partido de Integración Nacional   | 55.931  |
| Teresita García Romero                                     | Partido de Integración Nacional   | 53.573  |
| Nerthink Mauricio Aguilar Hurtado                          | Partido de Integración Nacional   | 51.616  |
| Edgar Espíndola Niño                                       | Partido de Integración Nacional   | 42.157  |
| Javier Enrique Cáceres Leal                                | Partido Cambio Radical            | 83.922  |
| Fuad Ricardo Char Abdala                                   | Partido Cambio Radical            | 73.212  |
| Daira de Jesús Galvis Méndez                               | Partido Cambio Radical            | 65.939  |
| Antonio del Cristo Guerra de La Espriella                  | Partido Cambio Radical            | 54.842  |
| Bernabé Celis Carrillo                                     | Partido Cambio Radical            | 53.552  |
| Juan Carlos Restrepo Escobar                               | Partido Cambio Radical            | 47.521  |
| José Francisco Herrera Acosta                              | Partido Cambio Radical            | 45.624  |
| Carlos Fernando Motoa Solarte                              | Partido Cambio Radical            | 41.975  |
| Jorge Enrique Robledo Castillo                             | Polo Democrático Alternativo      | 165.509 |
| Néstor Iván Moreno Rojas                                   | Polo Democrático Alternativo      | 86.155  |
| Luis Carlos Avellaneda Tarazona                            | Polo Democrático Alternativo      | 47.842  |
| Camilo Ernesto Romero Galeano                              | Polo Democrático Alternativo      | 44.484  |
| Mauricio Ernesto Ospina Gómez                              | Polo Democrático Alternativo      | 42.709  |
| Alexander López Maya                                       | Polo Democrático Alternativo      | 42.283  |
| Jorge Eliécer Guevara                                      | Polo Democrático Alternativo      | 41.214  |
| Gloria Inés Ramírez Ríos                                   | Polo Democrático Alternativo      | 36.339  |
| Gilma Jiménez Gómez                                        | Partido Alianza Verde             | 207.799 |
| Jorge Eduardo Londoño Ulloa                                | Partido Alianza Verde             | 81.749  |
| Félix José Valera Ibáñez                                   | Partido Alianza Verde             | 35.163  |
| John Sudarsky Rosenbaum                                    | Partido Alianza Verde             | 32.787  |
| Iván Leónidas Name Vásquez                                 | Partido Alianza Verde             | 10.188  |
| Fuente: Registraduria Nacional del Estado Civil, El Tiempo |                                   |         |

### Votos por Departamento (Senado)
| Departamento | Unidad Nacional | Unidad Nacional | Partido Conservador | Partido Conservador | Partido Liberal | Partido Liberal | Cambio Radical | Cambio Radical | Polo Democrático | Polo Democrático | Alianza Verde | Alianza Verde |       |
| Departamento | Votos           | %               | Votos               | %                   | Votos           | %               | Votos          | %              | Votos            | %                | Votos         | %             |       |
| ------------ | --------------- | --------------- | ------------------- | ------------------- | --------------- | --------------- | -------------- | -------------- | ---------------- | ---------------- | ------------- | ------------- | ----- |
| Departamento | Amazonas        | 2 072           | 11,28%              | 1 442               | 7,85%           | 2 001           | 10,89%         | 2 612          | 14,22%           | 1 122            | 6,10%         | 227           | 1,23% |
| Antioquia    | 281 490         | 18,73%          | 404 687             | 26,93%              | 203 452         | 13,54%          | 68 085         | 4,53%          |                  |                  | 22 159        |               |       |
| Atlántico    | 151 623         | 20,77%          | 136 566             | 18,70%              | 63 890          | 8,75%           | 133 915        | 18,34%         | 39 180           | 5,36%            | 6 733         | 0,92%         |       |
| Chocó        | 45 390          | 39,70%          | 10 737              | 9,39%               | 12 266          | 10,72%          | 2 487          | 2,17%          | 1 754            | 1,53%            | 791           | 0,69%         |       |

## Cámara de Representantes
| Partidos o movimientos                                             | Escaños | %      |
| ------------------------------------------------------------------ | ------- | ------ |
| Partido Social de Unidad Nacional                                  | 48      | 29.09% |
| Partido Liberal Colombiano                                         | 38      | 23.03% |
| Partido Conservador Colombiano                                     | 36      | 21.82% |
| Partido Cambio Radical                                             | 16      | 9.70%  |
| Partido de Integración Nacional                                    | 11      | 6.67%  |
| Polo Democrático Alternativo                                       | 5       | 3.03%  |
| Partido Verde                                                      | 3       | 1.82%  |
| Apertura Liberal                                                   | 2       | 1.21%  |
| Alianza Social Indígena                                            | 1       | 0.606% |
| Movimiento de Integración Regional                                 | 1       | 0.606% |
| Movimiento MIRA                                                    | 1       | 0.606% |
| Movimiento Popular Unido                                           | 1       | 0.606% |
| Afro Vides                                                         | 2       | 0.606% |
| Partido Alas                                                       | 1       | 0.606% |
| Totales                                                            | 165     | 100.0  |
| Fuente: Congreso Visible y Registraduría Nacional del Estado Civil |         |        |

### Representantes a la cámara electos
| Representante Electo               | Circunscripción    | Partido o movimiento              | Votos          |
| ---------------------------------- | ------------------ | --------------------------------- | -------------- |
| León Darío Ramírez Valencia        | Antioquia          | Partido Social de Unidad Nacional | 25.361         |
| Augusto Posada Sánchez             | Antioquia          | Partido Social de Unidad Nacional | 25.246         |
| Juan Felipe Lemos Uribe            | Antioquia          | Partido Social de Unidad Nacional | 21.769         |
| Elkin Rodolfo Ospina Ospina        | Antioquia          | Partido Social de Unidad Nacional | 20.820         |
| Albeiro Vanegas Osorio             | Arauca             | Partido Social de Unidad Nacional | 7.197          |
| Miguel Amín Escaf                  | Atlántico          | Partido Social de Unidad Nacional | 40.494         |
| Eduardo Alfonso Crissien Borrero   | Atlántico          | Partido Social de Unidad Nacional | 35.030         |
| Miguel Gómez Martínez              | Bogotá             | Partido Social de Unidad Nacional | 44.401         |
| Wilson Hernando Gómez Velásquez    | Bogotá             | Partido Social de Unidad Nacional | 38.732         |
| Ángel Custodio Cabrera Báez        | Bogotá             | Partido Social de Unidad Nacional | 34.029         |
| Lucero Cortés Méndez               | Bogotá             | Partido Social de Unidad Nacional | 33.435         |
| Carlos Arturo Correa Mojica        | Bogotá             | Partido Social de Unidad Nacional | 27.702         |
| Luis Felipe Barrios Barrios        | Bogotá             | Partido Social de Unidad Nacional | 23.770         |
| Efraín Antonio Torres Monsalvo     | Bogotá             | Partido Social de Unidad Nacional | 22.145         |
| Sandra Elena Villadiego Villadiego | Bolívar            | Partido Social de Unidad Nacional | 35.723         |
| Elías Raad Hernández               | Bolívar            | Partido Social de Unidad Nacional | 32.550         |
| Luis Guillermo Barrera Gutiérrez   | Boyacá             | Partido Social de Unidad Nacional | 26.165         |
| Pablo Aristóbulo Sierra León       | Boyacá             | Partido Social de Unidad Nacional | 14.510         |
| Hernán Penagos Giraldo             | Caldas             | Partido Social de Unidad Nacional | 20.607         |
| Jairo Quintero Trujillo            | Caldas             | Partido Social de Unidad Nacional | 19.069         |
| Luis Antonio Serrano Morales       | Caquetá            | Partido Social de Unidad Nacional | 14.389         |
| Felipe Fabián Orozco Vivas         | Cauca              | Partido Social de Unidad Nacional | 27.789         |
| José Alfredo Gnecco Zuleta         | Cesar              | Partido Social de Unidad Nacional | 16.783         |
| José Bernardo Flórez Asprilla      | Chocó              | Partido Social de Unidad Nacional | 12.553         |
| Raymundo Elías Méndez Bechara      | Córdoba            | Partido Social de Unidad Nacional | 49.891         |
| Nicolás Antonio Jiménez Paternina  | Córdoba            | Partido Social de Unidad Nacional | 48.726         |
| Jaime Buenahora Febres             | Consulados         | Partido Social de Unidad Nacional | 4.468          |
| José Edilberto Caicedo Sastoque    | Cundinamarca       | Partido Social de Unidad Nacional | 41.426         |
| José Ignacio Bermúdez Sánchez      | Cundinamarca       | Partido Social de Unidad Nacional | 26.664         |
| Alfredo Guillermo Molina Triana    | Cundinamarca       | Partido Social de Unidad Nacional | 17.704         |
| Eduardo José Castañeda Murillo     | Guainía            | Partido Social de Unidad Nacional | 1.986          |
| Jaime Alonso Vásquez Bustamante    | Guaviare           | Partido Social de Unidad Nacional | 3.841          |
| Alfredo Rafael Deluque Zuleta      | La Guajira         | Partido Social de Unidad Nacional | 24.453         |
| Eduardo Agatón Diazgranados Abadía | Magdalena          | Partido Social de Unidad Nacional | 19.787         |
| Jaime Rodríguez Contreras          | Meta               | Partido Social de Unidad Nacional | 32.375         |
| Claudia Marcela Amaya García       | Meta               | Partido Social de Unidad Nacional | 29.189         |
| Berner León Zambrano Eraso         | Nariño             | Partido Social de Unidad Nacional | 38.565         |
| Carlos Eduardo Hernández Mogollón  | Norte de Santander | Partido Social de Unidad Nacional | 30.558         |
| Libardo Antonio Taborda Castro     | Quindío            | Partido Social de Unidad Nacional | 19.136         |
| Didier Burgos Ramírez              | Risaralda          | Partido Social de Unidad Nacional | 25.488         |
| Gerardo Tamayo Tamayo              | Santander          | Partido Social de Unidad Nacional | 15.514         |
| Héctor Javier Vergara Sierra       | Sucre              | Partido Social de Unidad Nacional | 39.481         |
| Jaime Armando Yepes Martínez       | Tolima             | Partido Social de Unidad Nacional | 18.620         |
| Carlos Edward Osorio Aguiar        | Tolima             | Partido Social de Unidad Nacional | 15.451         |
| Jairo Ortega Samboni               | Valle del Cauca    | Partido Social de Unidad Nacional | 34.229         |
| Adolfo León Rengifo Santibáñez     | Valle del Cauca    | Partido Social de Unidad Nacional | 32.520         |
| Roosvelt Rodríguez Rengifo         | Valle del Cauca    | Partido Social de Unidad Nacional | 26.148         |
| Juan Carlos Martínez Gutiérrez     | Valle del Cauca    | Partido Social de Unidad Nacional | 20.696         |
| Víctor Hugo Moreno Bandeira        | Amazonas           | Partido Liberal Colombiano        | 2.667          |
| John Jairo Roldán Avendaño         | Antioquia          | Partido Liberal Colombiano        | 27.211         |
| Víctor Raúl Yepes Flórez           | Antioquia          | Partido Liberal Colombiano        | 25.165         |
| Óscar de Jesús Marín               | Antioquia          | Partido Liberal Colombiano        | 22.857         |
| Iván Darío Agudelo Zapata          | Antioquia          | Partido Liberal Colombiano        | 22.022         |
| Victoria Eugenia Vargas Vives      | Atlántico          | Partido Liberal Colombiano        | 28.218         |
| Simón Gaviria Muñoz                | Bogotá             | Partido Liberal Colombiano        | 72.896         |
| Pablo Enrique Salamanca Cortés     | Bogotá             | Partido Liberal Colombiano        | 17.356         |
| Orlando Velandia Sepúlveda         | Bogotá             | Partido Liberal Colombiano        | 16.033         |
| Rafael Romero Piñeros              | Boyacá             | Partido Liberal Colombiano        | 11.969         |
| Adriana Franco Castaño             | Caldas             | Partido Liberal Colombiano        | 20.275         |
| Álvaro Pacheco Álvarez             | Caquetá            | Partido Liberal Colombiano        | No clasificado |
| Crisanto Pizo Mazabuel             | Cauca              | Partido Liberal Colombiano        | 28.876         |
| Carlos Julio Bonilla Soto          | Cauca              | Partido Liberal Colombiano        | 26.658         |
| Pedro Mary Muvdi Aranguena         | Cesar              | Partido Liberal Colombiano        | 21.988         |
| Carlos Alberto Escobar Córdoba     | Chocó              | Partido Liberal Colombiano        | 15.002         |
| Fabio Raúl Amín Saleme             | Córdoba            | Partido Liberal Colombiano        | 61.333         |
| Rafael Antonio Madrid Hodeg        | Córdoba            | Partido Liberal Colombiano        | 44.924         |
| José Joaquín Camelo Ramos          | Cundinamarca       | Partido Liberal Colombiano        | 25.065         |
| Jimmy Javier Sierra Palacio        | La Guajira         | Partido Liberal Colombiano        | 31.486         |
| Mónica del Carmen Anaya Anaya      | Magdalena          | Partido Liberal Colombiano        | 13.156         |
| Hugo Orlando Velásquez Jaramillo   | Meta               | Partido Liberal Colombiano        | 19.436         |
| Javier Tato Álvarez Montenegro     | Nariño             | Partido Liberal Colombiano        | 38.221         |
| Alejandro Carlos Chacón Camargo    | Norte de Santander | Partido Liberal Colombiano        | 32.897         |
| Guillermo Abel Rivera Flórez       | Putumayo           | Partido Liberal Colombiano        | 11.954         |
| Yolanda Duque Naranjo              | Quindío            | Partido Liberal Colombiano        | 12.899         |
| Diego Patiño Amariles              | Risaralda          | Partido Liberal Colombiano        | 24.085         |
| Jack Housni Jaller                 | San Andrés         | Partido Liberal Colombiano        | 2.833          |
| Mario Suárez Flórez                | Santander          | Partido Liberal Colombiano        | 37.720         |
| Jorge Eliécer Gómez Villamizar     | Santander          | Partido Liberal Colombiano        | 33.852         |
| Miguel de Jesús Arenas Prada       | Santander          | Partido Liberal Colombiano        | 25.596         |
| Rubén Darío Rodríguez Góngora      | Tolima             | Partido Liberal Colombiano        | 20.922         |
| Roberto Ortiz Urueña               | Valle del Cauca    | Partido Liberal Colombiano        | 35.857         |
| Nancy Denise Castillo García       | Valle del Cauca    | Partido Liberal Colombiano        | 33.307         |
| Iván Darío Sandoval Perilla        | Vaupés             | Partido Liberal Colombiano        | 1.428          |
| Pedro Pablo Pérez Puerta           | Vichada            | Partido Liberal Colombiano        | 2.204          |
| Nidia Marcela Osorio Salgado       | Antioquia          | Partido Conservador Colombiano    | 25.361         |
| Juan Diego Gómez Jiménez           | Antioquia          | Partido Conservador Colombiano    | 25.361         |
| Juan Carlos Sánchez Franco         | Antioquia          | Partido Conservador Colombiano    | 38.252         |
| Germán Alcides Blanco Álvarez      | Antioquia          | Partido Conservador Colombiano    | 36.994         |
| Marta Cecilia Ramírez Orrego       | Antioquia          | Partido Conservador Colombiano    | 25.361         |
| Carlos Alberto Zuluaga Díaz        | Antioquia          | Partido Conservador Colombiano    | 30.892         |
| Obed de Jesús Zuluaga Henao        | Antioquia          | Partido Conservador Colombiano    | 29.522         |
| Laureano Augusto Acuña Díaz        | Atlántico          | Partido Conservador Colombiano    | 61.633         |
| Armando Antonio Zabarain D'arce    | Atlántico          | Partido Conservador Colombiano    | 37.805         |
| Pedrito Tomás Pereira Caballero    | Bolívar            | Partido Conservador Colombiano    | 26.611         |
| Gustavo Hernán Puentes Díaz        | Boyacá             | Partido Conservador Colombiano    | 25.497         |
| Humphrey Roa Sarmiento             | Boyacá             | Partido Conservador Colombiano    | 16.987         |
| Jorge Hernán Mesa Botero           | Caldas             | Partido Conservador Colombiano    | 27.878         |
| Juana Carolina Londoño Jaramillo   | Caldas             | Partido Conservador Colombiano    | 19.339         |
| Esmeralda Sarria Villa             | Cauca              | Partido Conservador Colombiano    | 19.208         |
| Yensi Alfonso Acosta Castañez      | Cesar              | Partido Conservador Colombiano    | 33.507         |
| David Alejandro Barguil Assis      | Córdoba            | Partido Conservador Colombiano    | 48.433         |
| Buenaventura León León             | Cundinamarca       | Partido Conservador Colombiano    | 37.326         |
| Orlando Alfonso Clavijo Clavijo    | Cundinamarca       | Partido Conservador Colombiano    | 34.480         |
| Constantino Rodríguez Calvo        | Guaviare           | Partido Conservador Colombiano    | 3.123          |
| Carlos Augusto Rojas Ortiz         | Huila              | Partido Conservador Colombiano    | 27.305         |
| Silvio Vásquez Villanueva          | Huila              | Partido Conservador Colombiano    | 25.087         |
| Issa Eljadue Gutiérrez             | Magdalena          | Partido Conservador Colombiano    | 29.722         |
| Óscar Fernando Bravo Realpe        | Nariño             | Partido Conservador Colombiano    | 44.558         |
| Diela Liliana Benavides Solarte    | Nariño             | Partido Conservador Colombiano    | 31.629         |
| Juan Carlos García Gómez           | Norte de Santander | Partido Conservador Colombiano    | 43.199         |
| Ciro Antonio Rodríguez Pinzón      | Norte de Santander | Partido Conservador Colombiano    | 35.448         |
| Carlos Eduardo León Celis          | Norte de Santander | Partido Conservador Colombiano    | 29.911         |
| Diego Alberto Naranjo Escobar      | Risaralda          | Partido Conservador Colombiano    | 25.871         |
| Noel Ricardo Valencia Giraldo      | Risaralda          | Partido Conservador Colombiano    | 17.398         |
| Hernando Cárdenas Cardoso          | Tolima             | Partido Conservador Colombiano    | 18.016         |
| Alfredo Bocanegra Varón            | Tolima             | Partido Conservador Colombiano    | 15.943         |
| Henry Humberto Arcila Moncada      | Valle del Cauca    | Partido Conservador Colombiano    | 33.201         |
| Heriberto Sanabria Astudillo       | Valle del Cauca    | Partido Conservador Colombiano    | 32.931         |
| Miguel Antonio Carebilla Cuéllar   | Amazonas           | Partido Cambio Radical            | 2.707          |
| José Ignacio Mesa Betancur         | Antioquia          | Partido Cambio Radical            | 13.980         |
| Mercedes Rincón Espinel            | Arauca             | Partido Cambio Radical            | 7.718          |
| Luis Eduardo Díaz Granados         | Atlántico          | Partido Cambio Radical            | 41.947         |
| Jaime Cervantes Varelo             | Atlántico          | Partido Cambio Radical            | 35.879         |
| Germán Varón Cotrino               | Bogotá             | Partido Cambio Radical            | 29.501         |
| William Ramón García Tirado        | Bolívar            | Partido Cambio Radical            | 44.532         |
| Hernando José Padauí Álvarez       | Bolívar            | Partido Cambio Radical            | 15.421         |
| Camilo Andrés Abril Jaimes         | Casanare           | Partido Cambio Radical            | 15.495         |
| Jorge Enrique Rozo Rodríguez       | Cundinamarca       | Partido Cambio Radical            | 20.697         |
| Carlos Alberto Cuenca Chaux        | Guainía            | Partido Cambio Radical            | 1.928          |
| Atilano Alonso Giraldo Arboleda    | Quindío            | Partido Cambio Radical            | 22.460         |
| Rosmery Martínez Rosales           | Tolima             | Partido Cambio Radical            | 24.166         |
| Carlos Abraham Jiménez López       | Valle del Cauca    | Partido Cambio Radical            | 22.420         |
| Jair Arango Torres                 | Vaupés             | Partido Cambio Radical            | No clasificado |
| Óscar Humberto Henao Martínez      | Vichada            | Partido Cambio Radical            | 2.284          |
| Javid José Benavides Aguas         | Bolívar            | Partido de Integración Nacional   | 26.092         |
| Fernando de la Peña Márquez        | Cesar              | Partido de Integración Nacional   | 26.725         |
| Libardo Enrique García Guerrero    | Magdalena          | Partido de Integración Nacional   | 18.706         |
| Bayardo Gilberto Betancourt Pérez  | Nariño             | Partido de Integración Nacional   | 22.561         |
| Didier Alberto Tavera Amado        | Santander          | Partido de Integración Nacional   | 37.868         |
| Holger Horacio Díaz Hernández      | Santander          | Partido de Integración Nacional   | 23.130         |
| Mercedes Eufemia Márquez Guenzati  | Sucre              | Partido de Integración Nacional   | 44.144         |
| Eduardo Enrique Pérez Santos       | Sucre              | Partido de Integración Nacional   | 32.559         |
| Jairo Hinestroza Sinisterra        | Valle del Cauca    | Partido de Integración Nacional   | 48.744         |
| Heriberto Escobar González         | Valle del Cauca    | Partido de Integración Nacional   | 46.454         |
| Juan Carlos Salazar Uribe          | Valle del Cauca    | Partido de Integración Nacional   | 24.785         |
| Carlos Germán Navas Talero         | Bogotá             | Polo Democrático Alternativo      | 39.771         |
| Iván Cepeda Castro                 | Bogotá             | Polo Democrático Alternativo      | 35.808         |
| Alba Luz Pinilla Pedraza           | Bogotá             | Polo Democrático Alternativo      | 21.076         |
| Wilson Neber Arias Castillo        | Valle del Cauca    | Polo Democrático Alternativo      | 18.408         |
| Ángela María Robledo Gómez         | C. Indigeneas      | Polo Democrático Alternativo      | No clasificado |
| Hernando Hernández Tapasco         | Bogotá             | Partido Alianza Verde             | 158.415        |
| Alfonso Prada Gil                  | Bogotá             | Partido Alianza Verde             | 158.415        |
| Carlos Andrés Amaya Rodríguez      | Boyacá             | Partido Alianza Verde             | 15.435         |

## Resultados Generales por Departamentos
| Departamento             | PSUN    | PC      | PL      | CR     | PIN    | PDA    | MIRA   | PV     | Alas   | ASI    | MAL    | otros                   | Total   |
| ------------------------ | ------- | ------- | ------- | ------ | ------ | ------ | ------ | ------ | ------ | ------ | ------ | ----------------------- | ------- |
| Amazonas                 | 3342    | —       | 4270    | 5810   | 168    | —      | 118    | —      | 2470   | 129    | —      | —                       | 16307   |
| Antioquia                | 250282  | 374195  | 219037  | 51173  | 5162   | 35787  | 18470  | 8568   | 1636   | 81306  | 2682   | —                       | 1048298 |
| Arauca                   | 13900   | 431     | —       | 18204  | —      | 3644   | 2434   | 622    | 533    | 189    | 308    | —                       | 40265   |
| Atlántico                | 129815  | 129169  | 84521   | 141556 | 8079   | 21652  | 4825   | 3493   | 2719   | —      | 1778   | —                       | 527607  |
| Bolívar                  | 122861  | 70186   | 23016   | 96638  | 49371  | 16125  | 6110   | 3667   | 31825  | —      | 1044   | —                       | 420843  |
| Boyacá                   | 80339   | 106703  | 46387   | —      | 1716   | 7459   | 7244   | 53678  | —      | 1065   | 1745   | —                       | 306336  |
| Caldas                   | 81533   | 77690   | 50403   | 11912  | 2781   | 8129   | 11861  | —      | 371    | —      | 9966   | —                       | 254646  |
| Caquetá                  | 14389   | 5825    | 15497   | —      | 7330   | 2679   | 11050  | —      | —      | —      | 171    | 10524 (MNA) 1010 (PISC) | 68475   |
| Casanare                 | 16160   | 688     | 11375   | 17506  | —      | —      | 1332   | 8478   | 121    | —      | 16785  | 1243 (MNA)              | 73688   |
| Cauca                    | 44324   | 47179   | 85180   | —      | —      | —      | 15687  | —      | 684    | 34320  | 2242   | —                       | 229616  |
| Cesar                    | 53054   | 56843   | 32278   | —      | 34536  | 7428   | 2121   | —      | 13914  | —      | 500    | —                       | 200674  |
| Chocó                    | 23132   | 4779    | 26227   | —      | 2521   | —      | 1381   | 390    | 17522  | —      | 420    | —                       | 76372   |
| Córdoba                  | 152325  | 101539  | 195162  | —      | —      | —      | 4318   | 1195   | —      | 1779   | 845    | —                       | 457163  |
| Cundinamarca             | 145763  | 105646  | 63990   | 45139  | 43693  | 23983  | 18488  | —      | 2544   | —      | 6486   | —                       | 455732  |
| Guainía                  | 2547    | —       | 1528    | 1928   | —      | —      | —      | —      | 1028   | —      | 125    | 915 (MNA) 49 (AICO)     | 8120    |
| Guaviare                 | 6334    | 4986    | —       | —      | 4775   | —      | 426    | 3142   | —      | —      | 20     | —                       | 19683   |
| Huila                    | 10934   | 98069   | —       | —      | —      | —      | 7542   | 3750   | 677    | 1552   | 1671   | 79507 (UL) 22794 (OH)   | 226496  |
| La Guajira               | 65226   | —       | 51840   | —      | —      | —      | 519    | —      | —      | —      | —      | —                       | 117585  |
| Magdalena                | 43746   | 71044   | 36062   | 31379  | 46744  | 9181   | 3894   | —      | 54143  | 1107   | 1109   | 589 (PISC)              | 298998  |
| Meta                     | 89468   | 8431    | 41397   | 6998   | 2144   | 5047   | 6547   | 1604   | 218    | —      | 937    | —                       | 162791  |
| Nariño                   | 69471   | 97133   | 57823   | —      | 48263  | 35031  | 8584   | —      | 27887  | 30238  | 3719   | —                       | 378149  |
| Norte de Santander       | 95118   | 163704  | 62678   | —      | —      | 15639  | 2900   | —      | 329    | —      | 7655   | —                       | 348023  |
| Putumayo                 | 433     | 15694   | 20903   | —      | —      | 5784   | 787    | 136    | —      | —      | 19624  | —                       | 63361   |
| Quindío                  | 39941   | 6041    | 35086   | 34345  | 1269   | 3420   | 17373  | 3384   | —      | —      | 1577   | —                       | 142436  |
| Risaralda                | 53164   | 63044   | 54629   | —      | 1720   | 6833   | 21355  | 2791   | —      | 2759   | 805    | —                       | 207100  |
| San Andrés y Providencia | 877     | —       | 5614    | —      | 437    | —      | 255    | 1350   | —      | —      | 1451   | 5093 (MIR)              | 15077   |
| Santander                | 56005   | 88759   | 175675  | 41359  | 91967  | 36638  | 8711   | 18047  | 1167   | 5890   | 1391   | —                       | 525609  |
| Sucre                    | 82792   | 14966   | 8016    | —      | 85671  | 5501   | 944    | —      | —      | 906    | 1116   | —                       | 199912  |
| Tolima                   | 81014   | 63174   | 60911   | 40984  | 28486  | 10332  | 14446  | 4560   | 16014  | —      | —      | —                       | 319921  |
| Valle del Cauca          | 223072  | 156181  | 107635  | 68733  | 195499 | 71323  | 42661  | 14974  | 1990   | 11936  | 1837   | —                       | 895841  |
| Vaupés                   | 716     | 397     | 2248    | 2077   | 2022   | —      | —      | —      | —      | 341    | —      | —                       | 7801    |
| Vichada                  | 3382    | —       | 3454    | 4757   | —      | —      | 94     | —      | —      | —      | 1567   | 223 (AICO)              | 13477   |
| Distrito Capital         | 402588  | 91545   | 174099  | 102070 | 38700  | 200026 | 82252  | 158415 | 7824   | 9506   | 12527  | 14612 (PCT) 3458 (PISC) | 1297622 |
| Consulados               | 11442   | 3282    | 4065    | 727    | 566    | 2088   | 8197   | 3893   | —      | 564    | 112    | 329 (AICO)              | 35265   |
| Total                    | 2469489 | 2027323 | 1761006 | 723295 | 703620 | 533729 | 332926 | 296137 | 185616 | 183587 | 102215 | 140346                  | 9459289 |